# محمد باختوبجی
محمد باختوبجی (انگلیسی: Mohamed Bachtobji؛ زادهٔ ۱ آوریل ۱۹۸۰) بازیکن فوتبال اهل فرانسه است که در پست مدافع بازی می‌کرد.
از باشگاه‌هایی که در آن بازی کرده‌است می‌توان به باشگاه فوتبال الجرجیسی، باشگاه فوتبال اسپرانس تونس، باشگاه فوتبال آفریقایی، باشگاه فوتبال پاری سن ژرمن و باشگاه فوتبال نانسی اشاره کرد.